# Exobasidium kishianum
Exobasidium kishianum ist eine Pilzart der Familie der Nacktbasidienverwandten (Exobasidiaceae) aus der Ordnung Ustilaginomycotina. Sie lebt als Endoparasit auf Vaccinium hirtum var. pubescens. Symptome des Befalls durch den Pilz sind das Bleichen der Blätter und bisweilen auch das Hervortreten des Myzels auf der Blattunterseite der Wirtspflanzen. Die Pilzart ist in Japan verbreitet.

## Merkmale

### Makroskopische Merkmale
Exobasidium kishianum ist mit bloßem Auge zunächst nicht zu erkennen. Symptome des Befalls sind ein Ausbleichen der Blätter und bisweilen auch das Hervortreten von pulverigem Myzel auf den Unterseiten junger Blätter.

### Mikroskopische Merkmale
Das Myzel von Exobasidium kishianum wächst wie bei allen Nacktbasidien interzellulär und bildet Saugfäden, die in das Speichergewebe des Wirtes wachsen. Die vier- bis fünfsporigen, 50–70 × 4–6,3 µm großen Basidien sind lang, unseptiert und zylindrisch bis keulenförmig. Sie wachsen direkt aus der Wirtsepidermis oder aus Spaltöffnungen. Die elliptischen bis eiförmigen Sporen sind hyalin und 11–18 × 2,5–3 µm groß. Zunächst sind sie unseptiert, reif besitzen sie bis zu drei Septen. Die Konidien sind hyalin, patronen- bis keulchenförmig und 2–19 × 0,5–1 μm groß.

## Verbreitung
Das bekannte Verbreitungsgebiet von Exobasidum kishianum erstreckt sich vom Norden bis in den Süden Honshūs.

## Ökologie
Die Wirtspflanze von Exobasidium kishianum ist Vaccinium hirtum var. pubescens. Der Pilz ernährt sich von den im Speichergewebe der Pflanzen vorhandenen Nährstoffen, seine Basidien brechen später durch die Blattoberfläche und setzen Sporen frei. Diese keimen, nachdem sie auf geeignetes Substrat gefallen sind in Keimschläuche und Konidien, aus denen sich dann neues Myzel entwickelt.